# Главк (божество)

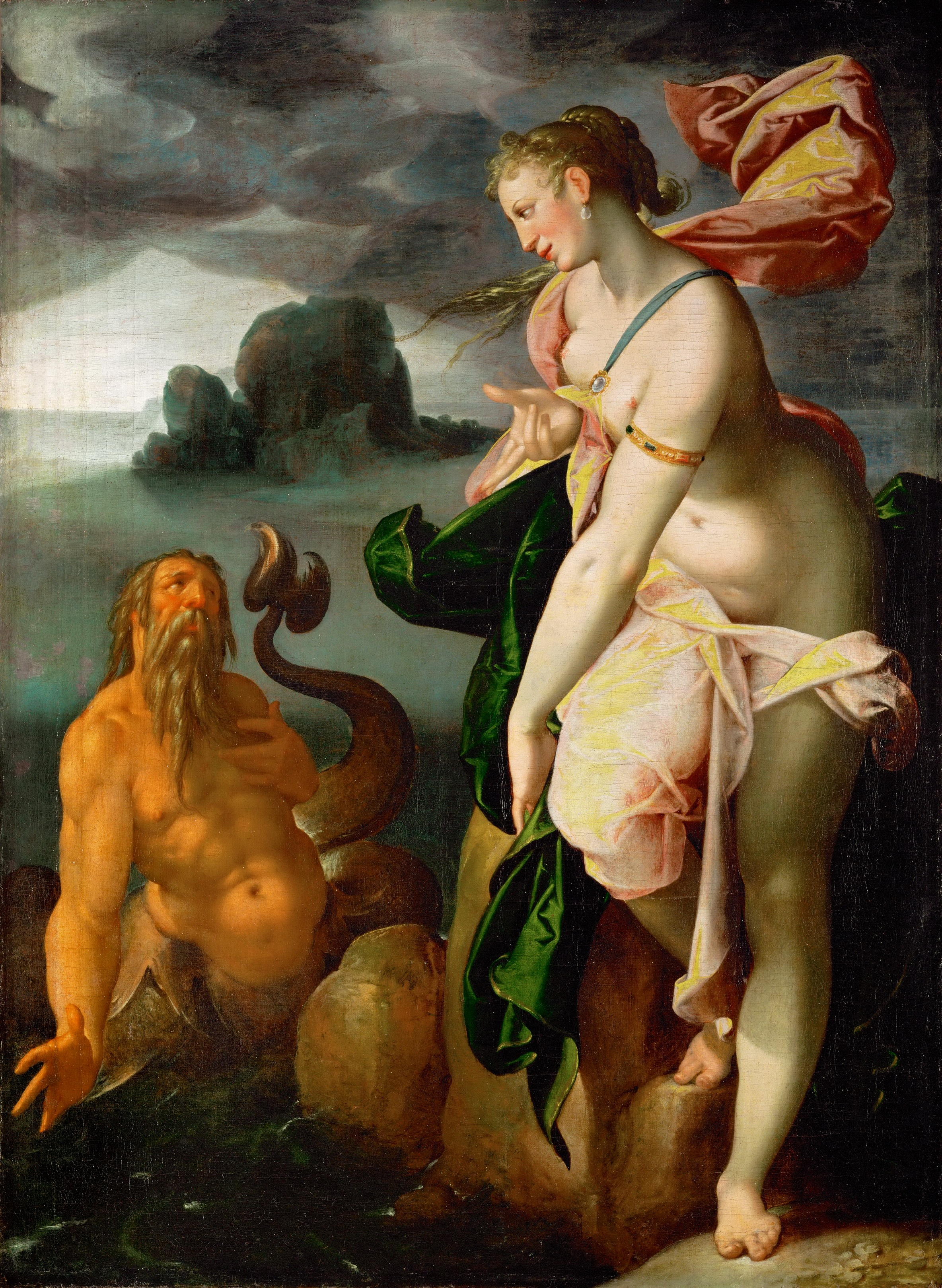
Главк та Скілла, Бартоломеус Шпрангер

Главк (грец. Γλαύκος) — беотійське божество рибалок і мореплавців. Главк володів пророцьким даром і здатністю перевтілюватись у різні істоти. У міфі про аргонавтів виступає як будівник і керманич «Арго», після боротьби аргонавтів з тірренцями обернувся на морське божество.
За однією з легенд, Главк — беотійський рибалка, який, покуштувавши морської трави, кинувся в море, де Океан і Тетія зробили його морським божеством. Пізніші міфи розповідають про кохання Главка до німфи Скілли, яку чарівниця Кірка з ревнощів обернула на морську потвору (Овідій). Зображували Главка напівлюдиною — напіврибиною зі старечим обличчям та довгою бородою.